# Plecia serrata
Plecia serrata är en tvåvingeart som beskrevs av Hardy 1942. Plecia serrata ingår i släktet Plecia och familjen hårmyggor.
Artens utbredningsområde är Paraguay. Inga underarter finns listade i Catalogue of Life.